# Eva Hassencamp
Eva Maria Hassencamp, geborene Eva Maria Aab (* 24. Mai 1920 in Pforzheim; † 23. Mai 2012 in München), war eine deutsche Regisseurin, Autorin, Filmproduzentin und Moderatorin.

## Leben
Eva Hassencamp kam während des Krieges nach Bayern und lebte seit 1943 in München. Zunächst studierte sie nach 1945 Musik am Trapp’schen Konservatorium der Musik. 1949 heiratete sie den Architekten Rudolf Thönnessen. Die Ehe wurde 1960 geschieden. 1967 heiratete sie den Schriftsteller Oliver Hassencamp. 1988 überlebte Eva Hassencamp mit schweren Verletzungen einen Autounfall, bei dem ihr Mann tödlich verunglückte. Nach jahrelangen Klinikaufenthalten gab sie ihren Beruf auf. Sie verwaltete bis zu ihrem Tod den Nachlass ihres Mannes.

## Werk
Unter ihrem Geburtsnamen Eva Maria Aab schrieb sie mehrere erfolgreiche Kinderbücher, u. a. ABC für junge Leute, Petronella und ihre Brüder, Tiergeschichten und Knaurs grosses Märchenbuch. Das Bayerische Fernsehen bot ihr 1957 die Mitarbeit bei der Redaktion „Familienprogramm“ an. Sie moderierte 18 Folgen unter dem Titel „Meine Bücher meine Freunde,“ drehte Filme für Kinder und Erwachsene, schrieb Drehbücher und führte Synchronregie. Als freie Mitarbeiterin der Redaktion „Literarische Filmerzählung“ begann Eva Hassencamp 1966, Dokumentarfilme zu drehen. In eigener Produktion entstanden Dokumentationen über Maler, Schriftsteller, Schauspieler, Künstler. Die Filme Wir waren unerwünscht, Schriftsteller im Exil, Reichskristallnacht wurden in Amerika gedreht.

## Kinderbücher
- Evi unser Schusselchen. 1961
- Tiergeschichten: Meine lustigen Goldhamster. 1962
- ABC für junge Damen, ABC für junge Männer. 1963
- Petronella, ein  neugieriges Mädchen. F. Schneider, München 1971, ISBN 3-505-03611-0
- Petronella und ihre Brüder. 1964, ISBN 3-414-14080-2
- Mitarbeit Knaurs grosses Märchenbuch. 1968
- Die Bankräuber. Süddeutsche Zeitung, mit Illustration von Sigrid Heuck. 1968

## Kinderfilme, Drehbücher
- 1961 Ferienritterspiele, Pferdegut Ascholding
- 1962 Distanzritt von Hof zu Hof, Grabenmühle
- 1963 Ich wünsche mir … Indianerin, Cowboy, Zirkusreiterin
- 1964 Kinderwettschwimmen – Osterseen
- 1964 Kinderreitturnier – Pferdegut Ascholding
- 1965 If I were you. Lavenham, Auftrag BBC London
- 1966 Kinderreitturnier – Pferdegut Ascholding
- 1967 Hast Du Töne Papa? – Musikfilm Drehbuch
- 1968 Die Bankräuber.

## Moderation
- 1966 Meine Bücher, meine Freunde – 18 Folgen Bayerisches Fernsehen
- Moderationen von Frauen- und Kindersendungen
- 1967 Kinderfest im Tierpark Hellabrunn – Organisation und Moderation

## Dokumentarfilme
Im Auftrag des Bayerischen Fernsehens
- 1967 Porträt Trude Kollman, Gründerin des Kabaretts Die Kleine Freiheit
- 1968 Porträt von Vier Schwabingerinnen, Jahrgang 1910
- 1969 Porträt Petra Moll, Malerin naiver Bilder
- 1971 Die Münchner Tandler auf der Auer Dult
- 1971 Drei Porträts der Oktoberfestunternehmerinnen: Steilwandkitty, Achterbahnchefin, „Auf gehts beim Schichtl“
- 1973 Pilar – Eine bayerische Prinzessin, Porträt von Maria del Pilar von Bayern[2]
- 1976 Münchner Maler und ihre Bildhauermodelle, Toni Stadler
- 1977 Porträt Franz von Lenbach, Maler
- 1978 Porträt Fritz August von Kaulbach, Maler
- 1978 Porträt Adolf von Hildebrand, Bildhauer
- 1980 Grosse Namen: Oskar von Miller, Carl Stieler, Gabriel von Seidl
- 1980 Wir waren unerwünscht – jüdische Emigranten in Amerika: Leon Feuchtwanger, Victoria Wolff, Jacob Gimpel
- 1981 Reichskristallnacht 1938 – Emigranten aus München und Berlin berichten
- 1982 Lorenz Gedon, 1843 Architekt und Bildhauer, Fam. Schimoni-Obermaier 1854 Hotel Vier Jahreszeiten, Frank Wedekind Theater, Malerfamilie Adam, vier Generationen seit 1776
- 1982 Porträt Hedwig Bilgram, Organistin, Cembalistin
- 1982 Porträt Carl Spitzweg, Maler
- 1983 Deutsche Literatur im Exil – Gespräch zwischen Prof. v. Hofe UCLA und Prof. Stocker LMU, betr.: Thomas Mann, Bert Brecht, Lion Feuchtwanger, Franz Werfel, Drehort Los Angeles
- 1983 Porträt Erich Kästner, Schriftsteller[3]
- 1984 Porträt Franz von Stuck, Maler
- 1984 Porträt Arnold Schönberg in Amerika, Komponist
- 1984 Münchner Maler des 19. Jahrhunderts: Schleich, Neureuther
- 1985 Münchner Maler des 19. Jahrhunderts: Löffz, Haider
- 1985 Porträt Franz von Defregger, Maler
- 1985 Porträt Gustav Rudolf Sellner, Regisseur, Intendant
- 1986 Porträt Harry Buckwitz, Regisseur
- 1986 Porträt Ernst Fritz Fürbringer, Schauspieler
- 1986 Die drei Kreibigs, Münchner Künstlerfamilie
- 1987 Porträt Lovis Corinth, Maler
- 1987 Porträt Hans Knappertsbusch, Dirigent
- 1992 Porträt Wolf Reuther, Maler